# 加格瑙
加格瑙（德語：Gaggenau，發音：[ˈɡaɡənaʊ] ⓘ）是德国巴登-符腾堡州卡尔斯鲁厄行政区拉施塔特县的城市，面积65.01平方千米，2023年12月31日人口为30,190人。

## 友好城市
加格瑙与以下城市结为友好城市：
- 法國 阿讷马斯（1970年）
- 波蘭 謝拉茲（2000年）